# Bodtjärnen (Bodums socken, Ångermanland, 711006-152761)
Bodtjärnen är en sjö i Strömsunds kommun i Ångermanland och ingår i Ångermanälvens huvudavrinningsområde. Sjön har en area på 0,0601 kvadratkilometer och ligger 267,3 meter över havet.

## Delavrinningsområde
Bodtjärnen ingår i det delavrinningsområde (711081-152808) som SMHI kallar för Ovan VDRID = Rensjöån i Näsåns vattendragsyta. Medelhöjden är 283 meter över havet och ytan är 6,81 kvadratkilometer. Räknas de 233 avrinningsområdena uppströms in blir den ackumulerade arean 2 550,13 kvadratkilometer. Näsån (Långselån) som avvattnar avrinningsområdet har biflödesordning 3, vilket innebär att vattnet flödar genom totalt 3 vattendrag innan det når havet efter 188 kilometer. Avrinningsområdet består mestadels av skog (72 procent) och sankmarker (11 procent). Avrinningsområdet har 0,59 kvadratkilometer vattenytor vilket ger det en sjöprocent på 8,6 procent.